# Синклер, Боб
Боб Синклер (или Боб Сенкла́р, фр. Bob Sinclar; настоящее имя — Кри́стоф Ле Фриа́н (фр. Christophe Le Friant), род. 10 мая 1969, Париж) — французский продюсер, диджей, создатель лейбла звукозаписи Yellow Production.

## Биография
Синклер родился 10 мая 1969 года в Париже, Франция. Имя Боб Синклер является псевдонимом, выбранным в честь героя Бельмондо из фильма «Великолепный».
Карьеру диджея Синклер начал в 17-летнем возрасте под именем Крис-Французский поцелуй. Он играл танцевальную музыку: фанк и хип-хоп. Первым клубным хитом стала совместная с Томой Бангальте композиция «Gym Tonic», с использованием нелегально взятого из кассетной записи голоса Джейн Фонды.
Ле Фриан популяризировал французский хаус, используя более сложный звук, что принесло ему огромную популярность. Своим треком «I Feel For You» со второго альбома «Champs Elysées», занявшим 9-е место в «UK Singles Chart», он отдавал дань французскому музыканту Cerrone. Над треком «Darlin» Синклер работал с вокалистом Ди-Трейн.
Ле Фриан известен под разными псевдонимами. В среде хип-хопа и эйсид-джаза он представал как «Могущественный Боп» (the Mighty Bop), а иногда как «Квартет воспоминаний» (Reminiscence Quartet). Он создал проект под названием «Africanism All Stars» с участием известных хаус-музыкантов, совмещающий в себе мотивы латино, джаза, и музыкальные ритмы африканских племён.
В 2005 году сингл «Love generation» занял первую строчку в хит-парадах Австралии, Австрии, Бельгии, Германии, Венгрии и Мексики, разместился на второй позиции в Нидерландах и продержался 39 недель в бельгийском хит-параде «Ultratop». В ряде других стран, таких как Аргентина, Дания, Финляндия, Франция, Италия, Новая Зеландия, Норвегия, Испания, Швеция, Швейцария и Великобритания, «Love generation» вошёл в топ-15.
Трек «Love generation» стал одним из официальных гимнов Чемпионата мира по футболу 2006 в Германии. Вышедший следом хит «World, Hold On», при участии Стива Эдвардса, так же сумел забраться на верхние позиции большинства европейских хит-парадов. Затем 22 августа 2006 года появился «Rock This Party» («Everybody Dance Now»). Год спустя ремикс диджея E-smoove на сингл «World, Hold On» был номинирован на премию «Грэмми» в категории «Запись в новой аранжировке». Кроме того «World, Hold On» был признан лучшим клубным танцевальным хитом 2006 по версии журнала «Billboard», оставив позади Мадонну и Кристину Агилеру. Предполагалось, что 4-й сингл альбома «Western Dream» под названием «Tennessee» выйдет в апреле 2007 года, но распространились слухи о том, что альбом уже вышел в массы, и релиз сингла пришлось отменить.
Почти обязательным стало для Боба привлечение вокалистов со стороны. В мае 2007 года Синклер выпускает новый альбом под названием «Sounds of Freedom». Ремикс на композицию «Rock This Party» достиг верхней позиции в хит-параде журнала «Billboard». В этом же ключе был выдержан и следующий диск «Born in 69», вышедший 7 мая 2009 года, самым знаменитым синглом оттуда стал трек «Lala Song», записанный при участии пионеров хип-хопа «The Sugarhill Gang».
Вышедший в 2010 году альбом «Made in Jamaica» включил в себя две новые композиции «I Wanna», записанную совместно с Shaggy, и «Rainbow of Love», кроме того его лучшие хиты в стиле регги, «Love Generation», «Give A Lil' Love». На 53-й премии «Грэмми» альбом был номинирован как «Лучший регги-альбом». Это была вторая номинация Боба Синклера. В ноябре 2010 выходит совместный трек с Шоном Полом — «Tik Tok». Его отрывки являются самыми узнаваемыми риффами в мире.
Летом 2011 года по всей Европе прогремел ремикс на хит Рафаэллы Карры «A far l’amore comincia tu» (You start making love), окончательное название сингла «Far l’amore» (Making Love).
Во время чемпионата мира по футболу 2018 года Боб Синклер работал диджеем в Москве по туристической визе. В связи с этим российский юрист Александр Хаминский обратился в МВД России с просьбой проверить соблюдение российского законодательства.

## Дискография

### Композиции

#### как The Mighty Bop
- 1994 «Les Jazz Electroniques EP»
- 1995 «Messe Pour Les Temps»
- 1996 «Ult Violett Sounds EP»
- 1998 «Feelin' Good»
- 2002 «I Go Crazy»
- 2003 «Lady», с Duncan Roy

#### в проекте «Africanism»
- 2000 «Bisou Sucré»
- 2000 «Do It», вместе c Eddie Amador
- 2001 «Kazet»
- 2002 «Viel Ou La»
- 2004 «Amour Kéfé»
- 2004 «Kalimbo»
- 2004 «Steel Storm», вместе с Ladysmith Black Mambazo
- 2005 «Summer Moon», вместе с David Guetta
- 2006 «Hard», вместе с The Hard Boys
- 2007 «Meu Carnaval», вместе с Rolando Faria

#### как Боб Синклер
По большей части треки созданы при участии Cutee B
- 1996 «A Space Funk Project»
- 1996 «A Space Funk Project II»
- 1997 «Eu Só Quero um Xodó», вместе с Salome de Bahiawith
- 1998 «Gym Tonic», вместе с Thomas Bangalter
- 1998 «My Only Love», вместе с Lee Genesis — № 56 в чарте Великобритании
- 1998 «Super Funky Brake’s Vol. I»
- 1998 «The Ghetto»
- 1998 «Ultimate Funk»
- 2000 «I Feel for You», вместе с Cerrone’s Angels — № 9 в Великобритании и № 33 в Италии
- 2000 «Darlin'», вместе с James "D. Train’’ Williams — № 9 в Великобритании
- 2000 «Greetings from Champs Elysées EP» — № 125 в Великобритании
- 2001 «Freedom», вместе с Gene Van Buren — № 79 в Великобритании
- 2001 «Ich Rocke»
- 2001 «Save Our Soul»
- 2002 «The Beat Goes On», вместе с Linda Lee Hopkins — № 33 в Великобритании
- 2003 «Kiss My Eyes», вместе с Camille Lefort — № 67 в Великобритании и № 22 в «Hot Dance Club Play» США
- 2003 «Prego», вместе с Eddie Amador
- 2003 «Slave Nation»
- 2004 «Sexy Dancer», вместе с Cerrone’s Angels
- 2004 «Wonderful World», вместе с Ron Carroll
- 2004 «You Could Be My Lover», вместе с Linda Lee Hopkins
- 2005 «Love Generation», вместе с Garry Pine — № 1 в Hot Dance Club Play Singles США, № 2 в Нидерландах, № 3 во Франции, № 3 в Италии, № 1 в Австралии, № 1 в Германии, № 12 в Великобритании, № 8 в России, № 1 в Чехии, № 11 в США
- 2006 «Generación del Amor» (испанская версия) — № 1 в Испании
- 2006 «World, Hold On (Children of the Sky)», вместе со Steve Edwards — № 1 в Испании, № 1 хит-чарте «Горячие танцевальные хиты» США, № 2 во Франции, № 4 в России, № 5 в Нидерландах, № 8 в Чехии, № 9 в Великобритании, № 19 в Австралии
- 2006 «Rock This Party (Everybody Dance Now)», вместе с Dollarman и Big Ali — № 2 хит-чарте «Горячие танцевальные хиты» США, № 3 во Франции, № 3 в Великобритании
- 2007 «Tennessee», вместе с Farell Lennon — № 21 в Италии, № 27 в Чехии
- 2007 «Everybody Movin'», вместе с Ron Carroll — № 3 в Германии и № 1 в Испании
- 2007 «Give a Lil' Love» — № 10 в Италии
- 2007 «Sound of Freedom», совместно с Gary Pine и Dollarman — № 14 в Великобритании, № 1 в Индии, № 24 в Чехии
- 2007 «What I Want», вместе с Fireball, № 52 в Великобритании
- 2007 «Together», вместе с Steve Edwards — № 63 в Польше, № 4 в Румынии
- 2008 «4 Minutes» (Space Funk Remix)
- 2008 «W.W.W. (What a Wonderful World)», вместе с Axwell, The Chicago Superstars & Ron Carroll
- 2008 «New New New», вместе с Cutee B, Dollarman & Big Ali
- 2009 «Lala Song», вместе с Wonder Mike & Master Gee из Sugarhill Gang — № 6 в Италии
- 2009 «Love You No More», вместе с Shabba Ranks
- 2010 «I Wanna», вместе с Shaggy и Sahara (Andrea и Costi Ionita)
- 2010 «Tik Tok», вместе с Sean Paul
- 2010 «Rainbow of Love», вместе с Ben Onono
- 2011 «Far l’amore», вместе с Рафаэллой Каррой — № 6 в Италии, № 7 в Бельгии (г. Валлония), № 7 в Испании, № 16 в Чехии и Нидерландах, № 41 во Франции
- 2011 «Rock the Boat», вместе с Pitbull
- 2012 «Fuck with you», вместе с Sophie Ellis-Bextor
- 2016 «Someone Who Needs Me»

## Альбомы

### как Боб Синклер
- 1998 «Paradise»
- 2000 «Champs Elysees»
- 2001 «Cerrone by Bob Sinclar» (ремиксы на Cerrone)
- 2003 «III»
- 2004 «Enjoy»
- 2005 «In The House» (Various Artists Mix CD)
- 2006 «Western Dream»
- 2007 «Soundz of Freedom»
- 2007 «Bob Sinclar: Live at the Playboy Mansion»
- 2008 D"ancefloor FG Winter 2008" (Mixed by Bob Sinclar)
- 2008 «DJ Bob Sinclar 08»
- 2009 «Born in 69»
- 2010 «Made in Jamaica»
- 2012 «Disco Crash»
- 2013 «Paris By Night (A Parisian Musical Experience)»
- 2013 «Ibiza mon Amour»

### как The Mighty Bop (работы сAlain Ho)
- 1995 «La Vague Sensorielle»
- 1995 «The Mighty Bop Meets DJ Cam & La Funk Mob», вместе с DJ Cam и La Funk Mob
- 1996 «Autres Voix, Autres Blues»
- «Spin My Hits»
- «The Mighty Bop»

### в группе «Reminiscence Quartet» (совместно Alain Ho иSebastien Tellier)
- 1994 «Ritmo Brasileiro»
- 1995 «Psycodelico»
- 1999 «More Psycodelico»

### под лейблом «Yellow Productions» (с Alain Ho иCutee B.)
- 1994 A Finest Fusion Of Black Tempo

### в проекте «Africanism»
- 2001 «Africanism Allstars Vol. I»
- 2004 «Africanism Allstars Vol. II»
- 2005 «Africanism Allstars Vol. III»
- 2006 «Africanism Allstars Vol. IV»